# Hladovka

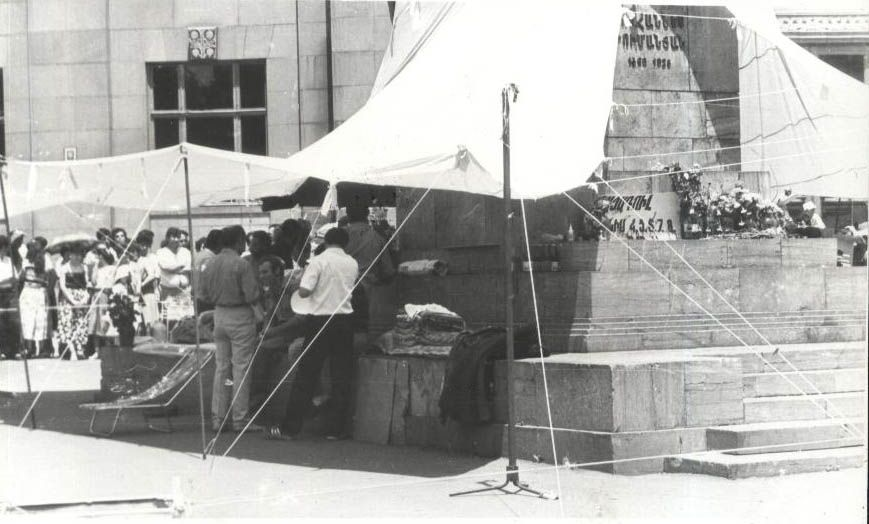
Protestanti drží hladovku v Jerevanu v roce 1988.

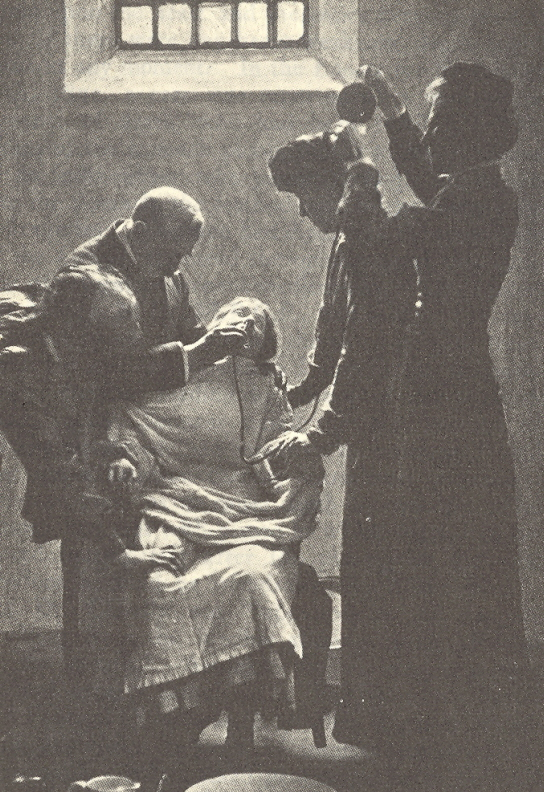
Nucená výživa: Hladovka bývala prostředkem v boji za občanská práva anglických sufražetek. Ukázka podávání umělé výživy násilím jedné ze zadržených ve vězeňské cele či v ústavu pro choromyslné, kam se často dostávaly.

Hladovka je záměrné a dobrovolné odmítání jídla. Pokud se jedná o protest proti nějaké skutečnosti, rozhodnutí vyšší autority apod., označuje se jako protestní hladovka. Hladovka patří mezi formy civilní neposlušnosti a též nenásilného odporu, způsobujícího tlak (psychologické povahy) na osoby zodpovědné za rozhodnutí, jež je předmětem hladovky. Pokud se informace o hladovce daného jedince dostane do veřejného povědomí, dokáže rozproudit debatu na téma předmětu sporu, vyvolat odpůrce, sympatizanty nebo dokonce pokračovatele, eventuálně dosáhnout změny, pro kterou byla hladovka započata.
Politickou hladovku jako nenásilný prostředek k prosazení požadovaných cílů poprvé[zdroj⁠?!] pravděpodobně použil Móhandás Karamčand Gándhí.
Ten, kdo si hladovku zvolí, se označuje jako hladovkář, a ve většině případů spolu se započetím hladovky dá na vědomí proti čemu protestuje, čeho chce dosáhnout, popř. za jakých podmínek hladovku ukončí.
Hladovce z náboženských důvodů nebo kvůli rozvoji osobnosti se obvykle říká půst.

## Hladovka jako protest
V komunistickém režimu nebyla hladovka nijak známý prostředek odporování moci. V šedesátých letech v USA ji používali odpůrci války ve Vietnamu. Hladovka jako forma protestu je ale celkem mediálně účinná metoda nenásilného projevu svých názorů. Jako vhodný prostředek odporování moci jej užíval např. Móhandás Karamčand Gándhí v Indii, tenkrát britské kolonii. Byla užívaná již sufražetkami v boji za občanská práva žen, někdy se používá termín ženská práva jakon např.: rovnoprávnost, tzn. aby ženy v Anglii směly i bez svolení manžela nakládat s majetkem či se svým věnem. Požadovaly také pro sebe volební právo, proto termín sufražetky. Ten byl vymyšlen až americkým tiskem a měl ironický pejorativní nádech z angl. suffragettes – volební hlas. Tyto radikální anglické dámy končily často ve vězení či v ústavech pro choromyslné. Hladovka jako projev nenásilí – ahinsá – se držela koncem 80. let také v Gruzii, ale kolektivněji ve větším počtu hladovkářů. Hladovka patří k společensky velmi bezpečným projevům nespokojenosti, jelikož poškozuje pouze samotného držitele.
V roce 2022 v Česku zahájilo hladovku přes 200 vězňů (cca 1 % všech vězňů), byli to výhradně muži. Na počátku 90. let však toto číslo bylo i dvojnásobné.

## Ukončení hladovky
- Dosažení cíle hladovkáře a ukončení hladovky.
- Ukončení hladovky bez dosažení cíle.
- Násilné přerušení hladovky třetí osobou.
- Hladovkář upadne do bezvědomí a je hospitalizován.
- Hladovkář zemře.

Jsou známy případy, kdy hladovka trvala 50 i 70 dní.

## Hladovka jako zdroj příjmů
Na konci 19. století do dvacátých let 20. století se hladovění předvádělo jako atrakce a hladovkáři tak získávali nejen příjem ze vstupného, ale i popularitu často šířenou tiskem. Jako první varietní hladovkář (německy Hungerkünstler, anglicky hunger artist) je uváděn americký lékař Henry Tanner, který v roce 1880 na základě sázky hladověl 40 dnů za pozornosti tisíců platících návštěvníků. Jiný varietní hladovkář Giovanni Succi, který vystupoval v Miláně v roce 1886, je pravděpodobným protagonistou sarkastické povídky Franze Kafky Umělec v hladovění (Ein Hungerkünstler, 1922). V meziválečném období se vyskytuje nejvíce takových výstupů v Berlíně a ve Vídni.
V roce 2003 strávil 44 dny bez tuhé potravy ve skleněné bedně zavěšené nad Temží v Londýně David Blaine, který ztratil na váze 25 kg a byl pak ošetřován v nemocnici.

## Nucená výživa
Státní moc má často snahu zabránit vyhrocení situace smrtí hladovějícího nucenou výživou, při níž se dotyčnému přivedou živiny násilným způsobem. Lékaři, kteří mají tento zákrok provést, jej však často odmítaji, protože hodnotí vůli pacienta výš než záchranu jeho života za každou cenu. Ve snaze státu je k tomu přinutit mocenskými prostředky vidí nepřípustnou instrumentalizaci medicíny.
Článek 6 Tokijského prohlášení Světového lékařského svazu z r. 1975 jasně stanoví, že se lékaři nesmějí podílet na opatřeních k nucené výživě. V Maltské deklaraci z r. 1992 obnovil Světový lékařský svaz tento svůj požadavek na lékaře, nepodporovat nucenou výživu. "Declaration on Hunger Strikers" byla roku 1996 a 2006 přepracována a na základě množícího se užívání nucené výživy v US-věznici v Guantanamu ve svém textovém obsahu zostřena. Pro lékaře zemí, jejichž zemské lékařské komory tuto deklaraci přijaly, je tento požadavek vzhledem k jejich členství v těchto komorách zpravidla závazný.

## Hladovka a veřejné mínění
Na to, jestli hladovka bude úspěšná (tj. bude dosaženo cílů hladovkáře), má velký vliv to, jestli se informace o hladovění dostane do povědomí veřejnosti (bude-li se o ní psát v hlavních periodikách, diskutovat v médiích, stane-li se tématem konverzace mezi lidmi).

## Hladovka a zdraví
První tři dny dochází k přechodu co se týče zdroje, z kterého tělo získává energii, a to z glukózy na tělesný tuk.[zdroj?]

## Příklady
- Josef Bryks
- Miroslav Dolejší
- Miroslav Mareček
- Mahátma Gándhí
- Bernard Rappaz
- Nadija Savčenková